# Riccardo Moraschini
Riccardo Moraschini, né le 8 janvier 1991, à Cento, en Italie, est un joueur italien de basket-ball. Il évolue au poste d'arrière.

## Biographie
En juillet 2019, Moraschini signe un contrat de trois ans avec l'Olimpia Milan.

## Palmarès
- EuroChallenge 2009
- Finaliste du Championnat d'Europe des 20 ans et moins 2011
- Vainqueur de la coupe d'Italie 2021